# 屋代島
屋代島（やしろじま）は、山口県の島であり、周防大島諸島（防予諸島に含まれる）の代表的な島の一つである。周防大島（すおうおおしま）の名で知られる。

## 名称
国土地理院が定める現在の島名は「屋代島」を正式名とする。「屋代」は島内の古くからの一地名である。
ただし現在も、古代より引き続き「大島」の島名が定着している。周防国の「大島」であったことから「周防大島」と呼ぶことも多い。

## 地理

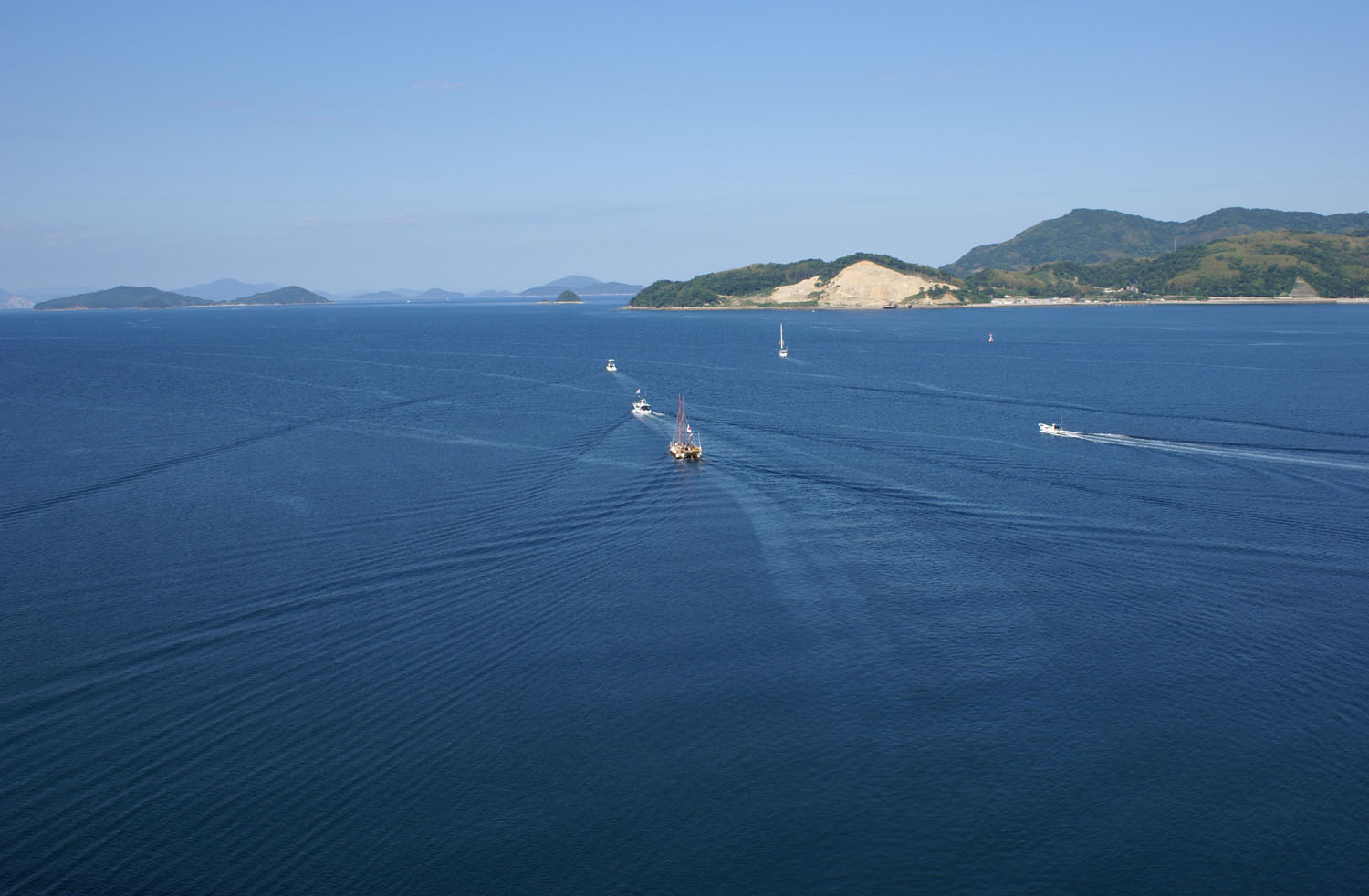
画面右手が屋代島。大島大橋（大畠瀬戸）から北東を臨む。

周辺の島々を合わせ周防大島諸島を構成する。周辺の有人島と合わせて大島郡周防大島町を形成し、人口は17,030人（2017年4月1日時点）。
屋代島は、本州沖1〜2kmの瀬戸内海上にある。瀬戸内海では淡路島、小豆島に次ぎ3番目に大きい。島内は概ね海岸沿いまで山が迫り、平地は屋代・小松・久賀・安下庄地区などがある。
地図を見ると金魚のような形をしていることから「金魚島」とも呼ばれている。
島内の主要地区は、久賀、安下庄・橘、小松・屋代、平野（島末）などがある。
島東部からは四国の石鎚山まで晴れた日には望むことができる。瀬戸内海の豊富な魚介類や柑橘類の産地として名高い。
本州との間の大畠瀬戸は潮流が速く、古くは水運の難所とされていた。現在は好漁場として釣り人が多い。
気候は温暖で平均気温は15℃を超える。冬は玄界灘より寒気が入る。

### 山峰
- 嘉納山（かのうさん、685m）。島内最高峰。
- 嵩山（だけさん、619m）は山姿が美しいとされ、大島富士とも呼ばれている。
- 他に文珠山、源明山、頂海山[注釈 1]などがある。

### 河川
- 屋代川（上流に屋代ダムがある）

## 歴史
縄文時代や弥生時代の遺跡がある。
古くから瀬戸内海海上交通の要衝とされ（畿内と九州の筑紫国を結ぶ）、『万葉集』にも「大島の鳴門」を詠んだ歌がある。『日本書紀』、『古事記』の国作り神話の中にも現れる。
『日本書紀』ではイザナミが生んだ大八島の一つ、7番目に生まれた島とされ、『古事記』では大八島に続けて産まれた6島の3番目とされる。古代の主要交通路だった瀬戸内海の要所だったことの表れと考えられている。このほか『国造本紀』に大島国造が見える。平城宮の長屋王邸跡から大島産の塩であることを示す木簡が多く出土しており、長屋王の封戸が大島郡内に設定された可能性が指摘されている。
風光明媚な要所であることから、歌枕としても知られていた（『万葉集』巻15・3638番田辺秋庭、『後撰和歌集』恋4・829番大江朝綱など）。『源氏物語』「玉鬘」巻には大島を歌った和歌が登場する。
鎌倉時代初期までに屋代荘・安下荘・島末荘の3つの荘園が成立し、これらの地頭職として大江広元が任ぜられた。治承・寿永の乱に際しては、島末荘に平知盛が城塞を構築したとする記録が残されている。室町時代には周辺海域に海賊が現れ、宇賀島衆と三島衆（村上一族）などの争いが繰り広げられた。厳島の戦い以後、大島は村上氏と深いつながりを持つようになり、村上武吉の墓が内入の元正寺に置かれている。
江戸時代末期に人口増大が進んだ。サツマイモ栽培、出稼ぎの普及などが原因と考えられている。
1866年に、徳川幕府と長州藩との間で、大島口の戦い（幕長戦争）が起きた。長州藩は西蓮寺（屋代）に本陣を置き出撃し、上陸占拠した幕府軍を撃退した。
明治時代には約7万人もの人口がおり、食糧が不足していた。このため海外へ移民する島民も多く、政府が斡旋したハワイ王国への官約移民（約2万9000人）のうち屋代島出身者が3913人を占めた。こうした縁で1963年、アメリカ合衆国ハワイ州カウアイ島と姉妹縁組をしている（「ハワイにおける日本人移民」「日本ハワイ移民資料館」も参照）。

## 交通
国道437号が、島の北側海岸線に沿い、東端の伊保田と本州への大島大橋とを結ぶ。主要地方道の山口県道4号大島環状線が南側海岸線に沿って走り、両端は国道437号に接続する。
このほか主要地方道の山口県道60号橘東和線、一般県道の県道103号大島橘線、県道108号地家室白木港線、県道351号油田港線、県道362号白木漁港佐連線が島内を通っている。島の山間部中腹を大島オレンジロード（大島広域農道）が環状に走っている。
本州の柳井市とは大畠瀬戸をまたぐ大島大橋（国道437号）により結ばれている。最寄りの鉄道駅は本州の山陽本線大畠駅（柳井市）である。大島大橋を渡り大畠駅と島内各地を結ぶ防長交通の路線バスが運行されている。

### 連絡船
大島には久賀港、安下庄港、小松港、伊保田港、白木港、沖浦港の6箇所の地方港湾がある（うち白木・沖浦両港は周防大島町が、その他は山口県が港湾管理者となっている）。周防大島 松山フェリーが大島東端の伊保田港と柳井港（柳井市）及び三津浜港（松山市）とを結んでいる。このほか、小松・久賀・日前・伊保田の各港から周辺離島への町営渡船が運航している。

#### 過去
かつて大島大橋が開通する1976年7月4日までは、本州との間に連絡船があった。
- 本州の大畠駅近くの大畠港から小松港までを大島連絡船（国鉄鉄道連絡船）が所要13分で運航していた。
- 本州の柳井港駅近くの柳井港から小松開作港までの連絡船（防予汽船）が運航していた。
- 本州の通津港（岩国市）から久賀港まで運航していた（同）。

## 経済

### 産業
漁業、農業（果樹、特にみかん）、観光業が産業の中心である。

### 観光
温暖な気候から「サザンセト」の名称のもと、リゾート化が進められている。年間約93万人が訪れる。
- みかん狩り（島全域）
- 海水浴（島全域）
  - 片添ヶ浜海水浴場（片添ヶ浜海浜公園）
- 地引き網体験（片添ヶ浜など）
- 屋代ダム（屋代）
- 橘ウインドパーク（パラグライダー施設、安下庄地区）
- 五条千本桜
- 道の駅サザンセトとうわ
- 星野哲郎記念館
- 陸奥記念館（戦艦「陸奥」の記念館、伊保田地区）
- なぎさ水族館（戦艦陸奥と併設、伊保田地区）
- 日本ハワイ移民資料館
- スナメリのイルカウォッチングやバードウォッチングや世界最大級のニホンアワサンゴの群生地の観察[8]

## 郷土料理
- 魚介料理（大畠瀬戸、情島、沖家室の鯛料理、生ウニ、タチウオの鏡盛り[9]）
- 茶粥（番茶を煮出した粥。蒸かしたサツマイモなどを入れる）
- サツマ汁（ほぐした魚の身と出汁・味噌をトッピングした飯）
- じんだ（ネギ味噌にメバルの身を加えすり潰し、茶漬けとして食べる）
- みかん鍋（みかんを鍋に入れた新名物の郷土料理）

## 伝承
虚空太鼓（こくうだいこ）
毎年6月頃にどこからともなく太鼓のような音が聞こえてくるという怪異が伝わっている。これは、かつて芸人一座を乗せた船が時化に遭い、太鼓を鳴らして助けを求めつつ海に没したことがあり、以来その季節になるとその太鼓の音が海から鳴り出すのだといわれている。

## 出身者
- 宮本常一（民俗学者）
- 星野哲郎（作詞家）
- 池永康記（作詞家）

## その他

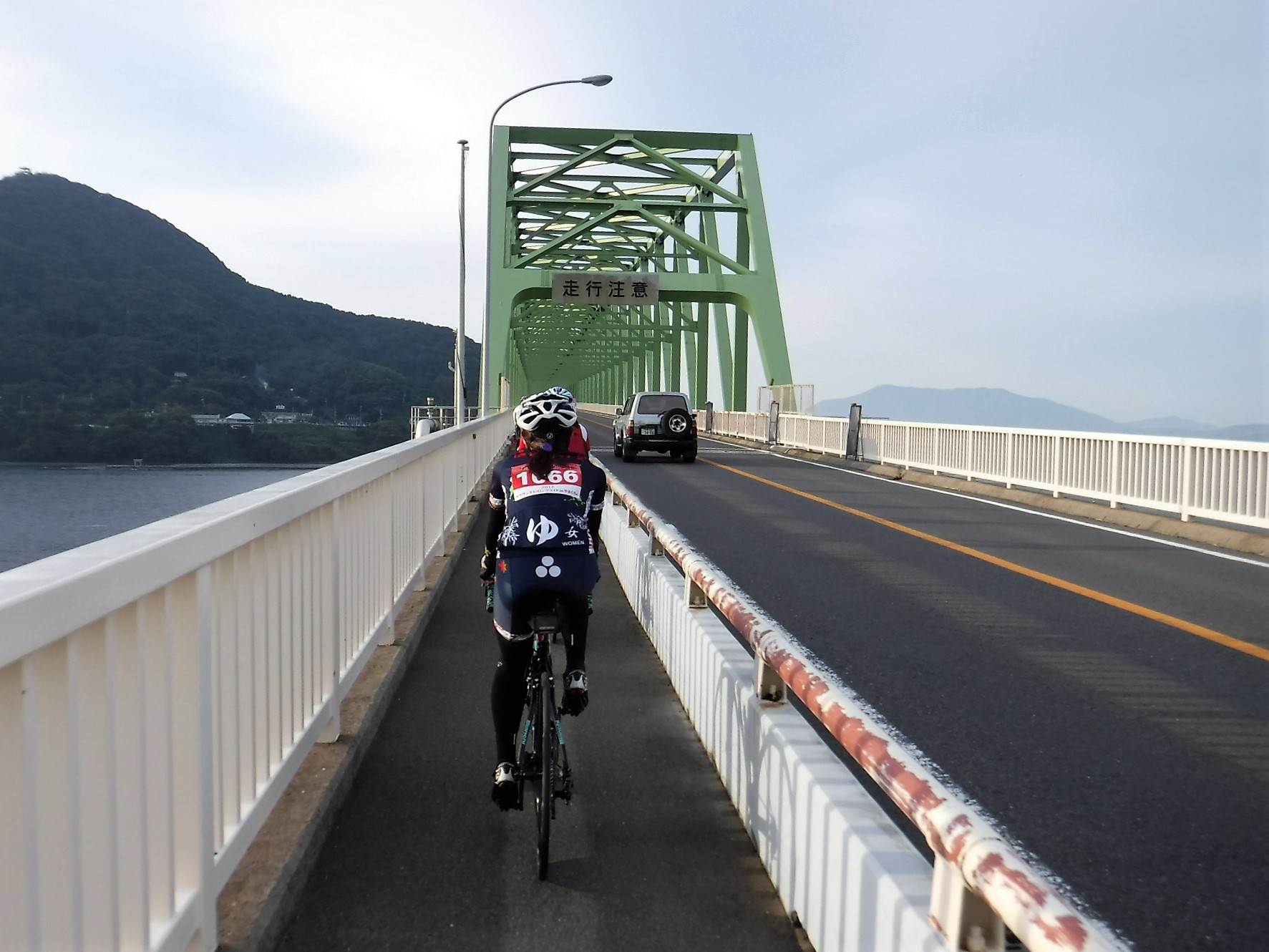
サザンセトロングライド（大島大橋）

- ロックミュージシャンの浜田省吾は、父親が亡くなった1987年4月に父親の故郷である周防大島を訪れ、自身の作品でもある『PROMISED LAND 〜約束の地』を父の棺に収めている[11]。
- サザンセトロングライド - 柳井市ウエルネスパークをスタート地点とする160kmのサイクリングイベント。大島大橋を渡り周防大島を1周する。
- 『広辞苑』第7版のしまなみ海道の節に「大島を経由する」とすべき所を「周防大島を経由する」と誤記があった[12]。